# Mabel Cezar
Amabel dos Santos Cezar (Rio de Janeiro, 20 de outubro de 1975), conhecida artísticamente por Mabel Cezar, é uma atriz, narradora, professora, dubladora, diretora de dublagem, vlogueira e youtuber brasileira. É conhecida por dar voz a Luluzinha, Minnie Mouse, Jessie na franquia Toy Story, Jay Kyle em Eu, a Patroa e as Crianças, Piyomon em Digimon, e a protagonista homônima da telenovela Rubi. É voz padrão de chamadas de programas de entretenimento da TV Globo desde 2013, quando foi convidada para narrar as chamadas da telenovela Joia Rara. 

## Carreira
Começou sua carreira aos 18 anos, quando teve sua filha Luiza, que também entrou para a vida artística, e decidiu atender o anúncio de um curso de dublagem – que também exigiu que Mabel estudasse teatro. Mabel e sua esposa são as fundadoras e CEOs da Sociedade Brasileira de Dublagem (SBD). Em 2018, a empresa faturou R$ 1 milhão e formou 400 profissionais.
Por muitos anos, Mabel dublou e dirigiu dublagens no Rio de Janeiro, onde morava. Em 2016, mesmo ano em que fundou a SBD, se mudou para São Paulo, onde passou a dublar e dirigir. Em 2022, se mudou para os Estados Unidos e, por isso, passou a dublar para o Brasil apenas remotamente.
Em 2023, recebeu o prêmio Voice Arts Apex, considerado o "Oscar da Voz", nos Estados Unidos.

## Vida pessoal
Mabel teve sua primeira filha, Luiza Cezar, aos 18 anos. Seu casamento de 12 anos também gerou outra filha, Íris. Em 2014, ela se casou com a tradutora Rayani Immediato.

## Prêmios
Cezar foi indicada à Melhor Dubladora de Protagonista por seu trabalho como Jay em Eu, a Patroa e as Crianças; à Melhor Dubladora de Coadjuvante pela jovem Genkai em Yu Yu Hakusho no Prêmio Yamato de 2005, e venceu a categoria Melhor Dubladora de Protagonista no Prêmio Yamato de 2011 por sua interepretação de Rosane Rocha, em Megamente. Curiosamente, recebeu indicação na mesma categoria  no mesmo ano, por fazer Samantha Jones, em Sex and the City 2.

## Dublagem
| Ano           | Tipo                      | Título                                                       | Personagem                                |
| ------------- | ------------------------- | ------------------------------------------------------------ | ----------------------------------------- |
| 1980          | Filme                     | Star Wars: Episódio V - O Império Contra-Ataca (3ª dublagem) | Leia Organa                               |
| 1983          | Filme                     | Star Wars: Episódio VI - O Retorno de Jedi (3ª dublagem)     | Leia Organa                               |
| 1977          | Filme                     | Star Wars: Episódio IV - Uma Nova Esperança (3ª dublagem)    | Leia Organa                               |
| 1995–1999     | Animação                  | Luluzinha                                                    | Luluzinha                                 |
| 1999          | Filme                     | Toy Story 2                                                  | Jessie                                    |
| 1999–2002     | Animação                  | Pica-Pau e Seus Amigos                                       | Winnie Pica-Pau                           |
| 2001          | Animação                  | Batman do Futuro                                             | Barbara Gordon                            |
| 2001          | Filme                     | A.I. - Inteligência Artificial                               | Monica Swinton                            |
| 2001–2005     | Sitcom                    | Eu, a Patroa e as Crianças                                   | "Jay Kyle" (Janet Marie Kyle)             |
| 2003          | Animação                  | Super Choque                                                 | Allie Langford (Garras/Nails)             |
| 2003–2012     | Série de TV               | One Tree Hill                                                | Haley James Scott (Bethany Joy Lenz)      |
| 2004–2008     | Animação                  | O Batman (2004)                                              | Jane Blaisedale (Blaze)                   |
| 2004–2008     | Animação                  | Os Amigos do Sunny Patch da Miss Spider                      | Miss Spider                               |
| 2005          | Telenovela                | Rubi                                                         | Rubi Peres Ochoa / Rubi Peres de Ferreira |
| 2005          | Filme                     | As Loucuras de Dick e Jane                                   | Jane Harper                               |
| 2005–2007     | Animação                  | Lunáticos à Solta                                            | Zadavia                                   |
| 2006          | Filme                     | Por Água Abaixo                                              | Rita                                      |
| 2006–presente | Desenho Animado           | A Casa do Mickey Mouse                                       | Minnie Mouse                              |
| 2009          | Jogo eletrônico           | League of Legends                                            | Caitlyn                                   |
| 2010          | Filme                     | Toy Story 3                                                  | Jessie                                    |
| 2010          | Filme                     | Megamente                                                    | Rosane Rocha                              |
| 2010          | Filme                     | Alice no País das Maravilhas                                 | Mirana/Rainha Branca                      |
| 2013–2019     | Animação                  | Mickey Mouse                                                 | Minnie Mouse                              |
| 2013–2019     | Série                     | Orange Is the New Black                                      | Piper Chapman                             |
| 2015          | Filme                     | Star Wars: Episódio VII – O Despertar da Força               | Leia Organa                               |
| 2015          | Novela - Dublagem da Vaca | Cúmplices de um Resgate                                      | Turmalina                                 |
| 2015– 2019    | Animação                  | Star vs. As Forças do Mal                                    | Eclipsa                                   |
| 2016          | Filme                     | Alice Através do Espelho                                     | Mirana/Rainha Branca                      |
| 2017          | Filme                     | Star Wars – Os Últimos Jedi                                  | Leia Organa                               |
| 2017–2021     | Animação                  | Mickey Mouse: Mix de Aventuras                               | Minnie Mouse                              |
| 2019          | Filme                     | Toy Story 4                                                  | Jessie                                    |
| 2020          | Filme                     | Dois Irmãos: Uma Jornada Fantástica                          | Laura Lightfoot                           |
| 2020          | Série                     | Rubi                                                         | Rubi                                      |
| 2020–presente | Animação                  | O Mundo Maravilhoso de Mickey Mouse                          | Minnie Mouse                              |
| 2020–2023     | Animação                  | A Casa da Coruja                                             | Lilith Clawthorne                         |

## Filmografia

### Filme
| Ano  | Título                                       | Papel                          | Notas          | Ref. |
| ---- | -------------------------------------------- | ------------------------------ | -------------- | ---- |
| 2006 | Revolta em Massa                             | Eva (apenas voz)               | Curta-metragem |      |
| 2007 | Primo Basílio                                | Atriz de novela                | Longa-metragem |      |
| 2011 | Teste de Elenco                              | Leticia                        | Longa-metragem |      |
| 2011 | A Menina e O Monstro                         | Mãe                            | Curta-metragem |      |
| 2015 | Loucas pra Casar                             | Vendedora de vestidos de noiva | Longa-metragem |      |
| 2015 | Ninguém Ama Ninguém... Por Mais de Dois Anos | Elvira                         | Longa-metragem |      |
| 2015 | Pelos Olhos do Besouro                       | Tania                          | Curta-metragem |      |
| 2017 | Os Saltimbancos Trapalhões: Rumo a Hollywood | Vaquinha Turmalina (voz)       | Longa-metragem |      |
| 2021 | Os Salafrários                               | Atendente de Caixa do Banco    |                |      |
| 2024 | Fazendo Meu Filme                            | Diretora Clarice               |                |      |
| 2024 | Celeste                                      | Cassandra (voz)                | Curta-metragem |      |

### Televisão
| Ano       | Título             | Papel                                                                           | Notas                                              | Ref.   |
| --------- | ------------------ | ------------------------------------------------------------------------------- | -------------------------------------------------- | ------ |
| 2009      | Viver a Vida       | Ascensorista do Hotel                                                           | Episódio: "14 de setembro"                         | [ 14 ] |
| 2010      | Malhação           | Convidada da festa que persegue Seu Pintinho                                    | Episódio: "18 de outubro"                          |        |
| 2011      | Divã               | Taís                                                                            |                                                    | [ 15 ] |
| 2012      | A Vida da Gente    | Coordenadora                                                                    | Episódio: "11 de janeiro"                          |        |
| 2013      | Joia Rara          | Elvira                                                                          |                                                    |        |
| 2014      | Em Família         | Professora Cotinha                                                              | Episódios: "3–8 de fevereiro"                      |        |
| 2015      | Império            | Adelaide                                                                        | Episódio: "20 de janeiro"                          |        |
| 2016      | Ligações Perigosas | Mulher que fala mal de Isabel no teatro antes de ela ser humilhada publicamente | Episódio: "15 de janeiro"                          |        |
| 2017      | Dois Irmãos        | Zahia                                                                           |                                                    |        |
| 2017      | Os Dias Eram Assim | Repórter                                                                        | Episódio: "18 de setembro"                         |        |
| 2017–2021 | Oswaldo            | Srta. Feramina (voz)                                                            | Voz original                                       | [ 16 ] |
| 2018      | Borges             | Marta                                                                           | Episódio: "Tapicrepe"                              |        |
| 2018      | Os Suburbanos      | Jenifer Rebeca                                                                  | Episódio: "Pague Para Assinar, Reze Para Cancelar" |        |
| 2019      | Verão 90           | Juíza                                                                           | Episódio: "6 de julho"                             |        |
| 2019      | Bom Sucesso        | Juliana                                                                         | Episódio: "31 de agosto"                           |        |